# Campeonato Europeu Júnior de Natação de 2019
O Campeonato Europeu Júnior de Natação de 2019 foi a 46ª edição do evento organizado pela Liga Europeia de Natação (LEN). A competição foi realizada entre os dias 3 e 7 de julho de 2019 em Cazã na Rússia. Teve como destaque o país anfitrião com 15 medalhas de ouro.

## Medalhistas
Os resultados foram os seguintes. 

### Masculino
| Evento          | Ouro                                                                               | Ouro     | Prata                                                                       | Prata    | Bronze                                                                            | Bronze   |
| 50 m Livre      | Alemanha · Artem Selin                                                             | 21.83    | Países Baixos · Kenzo Simons                                                | 22.10    | Ucrânia · Vladyslav Bukhov                                                        | 22.37    |
| 100 m Livre     | Reino Unido · Matthew Richards                                                     | 48.88    | Suécia · Robin Hanson                                                       | 49.05    | Ucrânia · Vladyslav Bukhov                                                        | 49.25    |
| 200 m Livre     | Suécia · Robin Hanson                                                              | 1:46.93  | Reino Unido · Matthew Richards                                              | 1:47.23  | Suíça · Antonio Djakovic                                                          | 1:47.26  |
| 400 m Livre     | Suíça · Antonio Djakovic                                                           | 3:47.89  | Rússia · Aleksandr Egorov                                                   | 3:48.28  | Suécia · Robin Hanson                                                             | 3:50.53  |
| 800 m Livre     | Rússia · Ilia Sibirtsev                                                            | 7:52.83  | Rússia · Aleksandr Egorov                                                   | 7:53.34  | Alemanha · Sven Schwarz                                                           | 7:53.74  |
| 1500 m Livre    | Rússia · Kirill Martynychev                                                        | 15:01.59 | Rússia · Ilia Sibirtsev                                                     | 15:08.57 | Alemanha · Sven Schwarz                                                           | 15:09.41 |
| 50 m Costas     | Itália · Thomas Ceccon                                                             | 25.24    | Rússia · Nikolai Zuev                                                       | 25.29    | Rússia · Pavel Samusenko                                                          | 25.59    |
| 100 m Costas    | Itália · Thomas Ceccon                                                             | 54.13    | Rússia · Nikolai Zuev                                                       | 54.40    | Chéquia · Jan Čejka                                                               | 54.47    |
| 200 m Costas    | Chéquia · Jan Čejka                                                                | 1:57.51  | França · Mewen Tomac                                                        | 1:58.31  | Rússia · Egor Dolomanov                                                           | 1:59.21  |
| 50 m Peito      | Rússia · Vladislav Gerasimenko                                                     | 27.77    | Reino Unido · Archie Goodburn                                               | 27.89    | Grécia · Arkadios Aspougalis Países Baixos · Caspar Corbeau                       | 28.16    |
| 100 m Peito     | Rússia · Aleksandr Zhigalov                                                        | 1:00.75  | Países Baixos · Caspar Corbeau                                              | 1:00.77  | Turquia · Demirkan Demir                                                          | 1:00.84  |
| 200 m Peito     | Rússia · Aleksandr Zhigalov                                                        | 2:11.25  | Países Baixos · Caspar Corbeau                                              | 2:11.41  | França · Léon Marchand                                                            | 2:12.17  |
| 50 m Borboleta  | Suíça · Noè Ponti                                                                  | 23.48    | Alemanha · Luca Nik Armbruster                                              | 23.49    | Rússia · Andrej Minakov                                                           | 23.66    |
| 100 m Borboleta | Rússia · Andrej Minakov                                                            | 51.66    | Bulgária · Josef Miladinov                                                  | 52.11    | Alemanha · Luca Nik Armbruster                                                    | 52.54    |
| 200 m Borboleta | Ucrânia · Igor Troyanovs'kyy                                                       | 1:57.86  | Hungria · Dominik Márk Török                                                | 1:58.79  | Chéquia · Adam Hlobeň                                                             | 1:58.90  |
| 200 m Medley    | Grécia · Apostolos Papastamos                                                      | 1:59.93  | Israel · Ron Polonsky                                                       | 1:59.98  | Israel · Gal Cohen Groumi                                                         | 2:00.48  |
| 400 m Medley    | Grécia · Apostolos Papastamos                                                      | 4:15.18  | Rússia · Ilya Borodin                                                       | 4:17.09  | França · Leon Marchand                                                            | 4:17.22  |
| 4x100 m Livre   | Rússia · Andrej Minakov · Arseniy Chivilev · Aleksandr Shchegolev · Egor Pavlov    | 3:18.48  | Itália · Stefano Nicetto · Thomas Ceccon · Giovanni Caserta · Mario Nicotra | 3:18.54  | Reino Unido · Archie Goodburn · Edward Mildred · Matthew Richards · Jacob Whittle | 3:19.88  |
| 4x200 m Livre   | Rússia · Aleksandr Shchegolev · Aleksandr Egorov · Egor Pavlov · Nikita Danilov    | 7:16.49  | Alemanha · Lukas Märtens · Sven Schwarz · Danny Schmidt · Rafael Miroslaw   | 7:18.31  | Hungria · Gábor Zombori · Botond Ulrich · Bálint Pap · Milán Fábián               | 7:21.61  |
| 4x100 m Medley  | Rússia · Nikolai Zuev · Aleksandr Zhigalov · Andrej Minakov · Aleksandr Shchegolev | 3:35.97  | Itália · Thomas Ceccon · Emiliano Tomasi · Claudio Faraci · Stefano Nicetto | 3:37.63  | Turquia · Mert Satir · Demirkan Demir · Emir Simsek · Saturalp Unlu               | 3:42.76  |

### Feminino
| Evento          | Ouro                                                                                     | Ouro     | Prata                                                                                     | Prata    | Bronze                                                                         | Bronze   |
| 50 m Livre      | Itália · Costanza Cocconcelli                                                            | 25.25    | Alemanha · Isabel Marie Gose                                                              | 25.30    | Rússia · Ekaterina Nikonova                                                    | 25.33    |
| 100 m Livre     | Alemanha · Isabel Marie Gose                                                             | 54.86    | Alemanha · Maya Tobehn                                                                    | 55.21    | Rússia · Aleksandra Sabitova                                                   | 55.38    |
| 200 m Livre     | Alemanha · Isabel Marie Gose                                                             | 1:57.51  | Rússia · Polina Nevmovenko                                                                | 1:58.94  | Alemanha · Maya Tobehn                                                         | 1:59.72  |
| 400 m Livre     | Alemanha · Isabel Marie Gose                                                             | 4:07.96  | Itália · Giulia Salin                                                                     | 4:10.13  | Rússia · Yana Kurtseva                                                         | 4:10.26  |
| 800 m Livre     | Itália · Giulia Salin                                                                    | 8:29.19  | Turquia · Beril Böcekler                                                                  | 8:34.56  | Rússia · Yana Kurtseva                                                         | 8:39.82  |
| 1500 m Livre    | Itália · Giulia Salin                                                                    | 16:13.59 | Turquia · Beril Böcekler                                                                  | 16:21.39 | Hungria · Viktória Mihályvári-Farkas                                           | 16:26.33 |
| 50 m Costas     | Rússia · Dar'ja Vas'kina                                                                 | 27.82    | Israel · Anastasya Gorbenko                                                               | 28.21    | Itália · Costanza Cocconcelli                                                  | 28.55    |
| 100 m Costas    | Rússia · Dar'ja Vas'kina                                                                 | 1:00.17  | Itália · Erika Gaetani                                                                    | 1:01.62  | Portugal · Rafaela Azevedo                                                     | 1:01.85  |
| 200 m Costas    | Itália · Erika Gaetani                                                                   | 2:10.28  | Reino Unido · Honey Osrin                                                                 | 2:10.30  | Bielorrússia · Anastasiya Shkurdai                                             | 2:11.84  |
| 50 m Peito      | Itália · Benedetta Pilato                                                                | 30.16    | Lituânia · Kotryna Teterevkova                                                            | 31.20    | Rússia · Anastasia Makarova                                                    | 31.26    |
| 100 m Peito     | Reino Unido · Kayla van der Merwe                                                        | 1:07.12  | Rússia · Anastasia Makarova                                                               | 1:07.30  | Rússia · Evgeniia Chikunova                                                    | 1:07.63  |
| 200 m Peito     | Rússia · Evgeniia Chikunova                                                              | 2:23.06  | Rússia · Anastasia Makarova                                                               | 2:26.06  | Reino Unido · Kayla van der Merwe                                              | 2:26.55  |
| 50 m Borboleta  | Bielorrússia · Anastasiya Shkurdai                                                       | 26.23    | França · Naele Portecop                                                                   | 26.29    | Itália · Costanza Cocconcelli                                                  | 27.03    |
| 100 m Borboleta | Bielorrússia · Anastasiya Shkurdai                                                       | 57.39    | Rússia · Aleksandra Sabitova                                                              | 59.27    | Itália · Helena Biasibetti                                                     | 59.69    |
| 200 m Borboleta | Hungria · Blanka Berecz                                                                  | 2:09.80  | Hungria · Fanni Fábián                                                                    | 2:09.97  | Finlândia · Laura Lahtinen                                                     | 2:11.14  |
| 200 m Medley    | Alemanha · Zoe Vogelmann                                                                 | 2:13.78  | Israel · Anastasya Gorbenko                                                               | 2:13.81  | Israel · Lea Polonsky                                                          | 2:14.29  |
| 400 m Medley    | Espanha · Alba Vázquez                                                                   | 4:40.64  | Hungria · Viktória Mihályvári-Farkas                                                      | 4:41.32  | Reino Unido · Katie Shanahan                                                   | 4:43.36  |
| 4x100 m Livre   | Alemanha · Zoe Vogelmann · Lena Riedemann · Isabel Marie Gose · Maya Tobehn              | 3:41.24  | Rússia · Aleksandra Sabitova · Polina Nevmovenko · Elizaveta Ryndych · Ekaterina Nikonova | 3:42.81  | França · Océane Carnez · Lucile Tessariol · Lison Nowaczyck · Célia Pinsolle   | 3:43.50  |
| 4x200 m Livre   | Rússia · Aleksandra Bykova · Yana Kurtseva · Ekaterina Nikonova · Polina Nevmonenko      | 8:01.62  | Reino Unido · Freya Colbert · Tamryn Van Selm · Emma Russell · Mia Slevin                 | 8:03.77  | Alemanha · Zoe Vogelmann · Maya Tobehn · Rosalie Kleyboldt · Isabel Marie Gose | 8:03.99  |
| 4x100 m Medley  | Rússia · Dar'ja Vas'kina · Anastasia Makarova · Aleksandra Sabitova · Ekaterina Nikonova | 4:01.83  | Itália · Erika Gaetani · Benedetta Pilato · Helena Biasibetti · Costanza Cocconcelli      | 4:05.66  | Reino Unido · Pia Murray · Kayla van der Merwe · Maisie Elliott · Evelyn Davis | 4:06.48  |

### Misto
| Evento         | Ouro                                                                                 | Ouro    | Prata                                                                                     | Prata   | Bronze                                                                        | Bronze  |
| 4x100 m Livre  | Alemanha · Rafael Miroslaw · Artem Selin · Maya Tobehn · Isabel Marie Gose           | 3:28.43 | Rússia · Andrej Minakov · Aleksandr Shchegolev · Aleksandra Sabitova · Ekaterina Nikonova | 3:29.12 | Itália · Stefano Nicetto · Thomas Ceccon · Maria Masciopinto · Emma Menicucci | 3:30.12 |
| 4x100 m Medley | Rússia · Dar'ja Vas'kina · Aleksandr Zhigalov · Andrej Minakov · Aleksandra Sabitova | 3:49.13 | Alemanha · Lukas Märtens · Magdalena Heimrath · Luca Nik Armbruster · Maya Tobehn         | 3:52.22 | Turquia · Mert Ali Satır · Demirkan Demir · Aleyna Özkan · Gizem Güvenç       | 3:52.35 |

## Quadro de medalhas
O quadro de medalhas foi publicado. 
| Ordem | País          | Medalha de ouro | Medalha de prata | Medalha de bronze | Total |
| ----- | ------------- | --------------- | ---------------- | ----------------- | ----- |
| 1     | Rússia        | 15              | 12               | 9                 | 36    |
| 2     | Alemanha      | 7               | 5                | 5                 | 17    |
| 3     | Itália        | 7               | 5                | 4                 | 16    |
| 4     | Reino Unido   | 2               | 4                | 4                 | 10    |
| 5     | Bielorrússia  | 2               | 0                | 1                 | 3     |
| 5     | Grécia        | 2               | 0                | 1                 | 3     |
| 5     | Suíça         | 2               | 0                | 1                 | 3     |
| 8     | Hungria       | 1               | 3                | 2                 | 6     |
| 9     | Suécia        | 1               | 1                | 1                 | 3     |
| 10    | Chéquia       | 1               | 0                | 2                 | 3     |
| 10    | Ucrânia       | 1               | 0                | 2                 | 3     |
| 12    | Espanha       | 1               | 0                | 0                 | 1     |
| 13    | Israel        | 0               | 3                | 2                 | 5     |
| 14    | Países Baixos | 0               | 3                | 1                 | 4     |
| 15    | França        | 0               | 2                | 3                 | 5     |
| 15    | Turquia       | 0               | 2                | 3                 | 5     |
| 17    | Bulgária      | 0               | 2                | 0                 | 2     |
| 17    | Lituânia      | 0               | 2                | 0                 | 2     |
| 19    | Finlândia     | 0               | 0                | 1                 | 1     |
| 19    | Portugal      | 0               | 0                | 1                 | 1     |
| Total | Total         | 42              | 42               | 43                | 127   |

Legenda
| Recorde mundial       | Recorde mundial (World record)               |                       | Recorde africano                      | Recorde africano (African) |                                           | Q | Classificado por posição (Qualified) |
| Recorde do campeonato | Recorde do campeonato (Championship record)  | Recorde da América    | Recorde da América (Americas)         | q                          | Classificado por melhor tempo (Qualified) |   |                                      |
| Melhor marca do ano   | Melhor marca do ano (World leading)          | Recorde asiático      | Recorde asiático (Asian)              | DNS                        | Não largou (Did not start)                |   |                                      |
| Recorde nacional      | Recorde nacional (National record)           | Recorde europeu       | Recorde europeu (European)            | DNF                        | Não terminou (Did not finish)             |   |                                      |
| Recorde pessoal       | Recorde pessoal do atleta (Personal best)    | Recorde da Oceania    | Recorde da Oceania (Oceania)          | DSQ / DQ                   | Desclassificado (Disqualified)            |   |                                      |
| Recorde da temporada  | Recorde da temporada do atleta (Season best) | Recorde sul-americano | Recorde sul-americano (South America) | NM                         | Sem marca (No mark)                       |   |                                      |